# Jean Joseph Vermylen-Neeffs
Jean Joseph Vermylen-Neeffs (Mechelen, 21 januari 1770 - juli 1836) was een Belgisch liberaal-katholiek politicus.

## Levensloop
Hij is de zoon van Pierre Vermylen en Barbe Rymenans.
Hij was burgemeester van Mechelen van 1830 tot 1836 ter vervanging van Jean-Baptiste Olivier die samen met een schepen en drie raadsleden was afgezet na de Belgische onafhankelijkheid. Hij werd als burgemeester van Mechelen opgevolgd door zijn neef, Jean de Perceval. Vermylen-Neefs speelde een belangrijke rol in de oppositie tegen Oranje-Nassau.